# Baud (geslacht)

Familiewapen van Baud

Baud is een van oorsprong Zwitserse familie waarvan later een tak in het Nederland's Patriciaat werd opgenomen en een tak werd opgenomen in de Nederlandse adel. De eerst bekende stamvader was Humbert Baud dit Onton, die vermeld werd tussen 1409 en 1435 in het bij Genève gelegen Céligny. Voormalig minister van Marine en Koloniën Jean Chrétien Baud (1789-1859) werd op 25 september 1858 verheven in de Nederlandse adel met de titel van baron bij eerstgeboorte.

## Enkele telgen
Jean Antoine Baud (1728-1806), sergeant regiment Zwitserse garde, stamvader van de Nederlandse tak
- Jean Baud (1764-1845)
  - Guillaume Louis Baud (1801-1891), politicus; trouwde in 1837 met Wilhelmina Jacobina Theodora Couperus (1818-1899), tante van Louis Couperus
    - Jan Carel Willem Ricus Theodore Baud (1838-1883), 1e luitenant, assistent-resident van Meester-Cornelis; trouwde in 1865 met zijn nicht Johanna Wilhelmina Petronella Steenstra Toussaint (1844-1927), lid van de familie Toussaint
      - Elisabeth Wilhelmina Johanna Baud (1867-1960), letterkundige; trouwde in 1891 met Louis Couperus (1863-1923), letterkundige
      - Wilhelmina Jacobina Theodora Baud (1879-1967); trouwde in 1896 met Willem Wijnaendts van Resandt (1873-1954), genealoog, lid van de familie Wijnaendts

    - François Marie Baud (1855-1936), burgemeester van Nieuwveen en Zevenhoven
- Abram Baud (1765-1850), kolonel
  - Jean Chrétien baron Baud (1789-1859), minister, verheven in de Nederlandse adel in 1858 en daarmee stamvader van de adellijke tak
    - jkvr. Petronella Louisa Carolina Baud (1822-1913); trouwde in 1848 met mr. Matthijs Samuel Petrus Pabst (1818-1863), eerste burgemeester van Haarlemmermeer
    - Jan Michiel baron Baud (1827-1894)
      - mr. Jean Chrétien baron Baud (1853-1918), jurist
        - mr. Jean Chrétien baron Baud (1893-1976), particulier secretaris van prinses, later grootofficier van koningin Juliana, kanselier der koninklijke Huisorden
          - jhr. Jean Chrétien Baud (1919-1944), indologisch student te Utrecht, omgekomen in het concentratiekamp Sonnenburg 15 juli 1944
          - mr. Alexander baron Baud (1920-2012), ondervoorzitter Raad van Beroep te Zwolle
            - prof. dr. Jan Michiel baron Baud (1952), emeritus gewoon hoogleraar Latijns-Amerikastudies, sinds 2012 chef de famille

          - jhr. Hendrik Maximiliaan Baud (1921-1972), ingenieur Shell
            - prof. jkvr. dr. Isabelle Suzanne Antoinette (Isa) Baud (1950), emeritus gewoon hoogleraar Internationale ontwikkelingsstudies Universiteit van Amsterdam; trouwde in 1983 met prof. dr. Frank Pieter (Frank) Israël (1946), emeritus gewoon hoogleraar nabije sterrenstelsels Rijksuniversiteit Leiden

          - jhr. Willem Abraham Baud (1923-1945), omgekomen in het concentratiekamp Neuengamme 3 april 1945

    - jhr. mr. Willem Vincent Reinier Karel Baud (1840-1933), jurist en laatste commandant van de dienstdoende Haagse Schutterij

  - Frédéric Baud (1795-1832), waterbouwkundige 
    - Abram Baud (1828-1906), luitenant-generaal

Geslachten die opgenomen zijn in het sinds 1910 verschijnende genealogische naslagwerk Nederland's Patriciaat. Lijst volgens opgave van het CBG Centrum voor familiegeschiedenis.
A · B · C · D · E · F · G · H · I · J · K · L · M · N · O · P · Q · R · S · T · U · V · W · Y · Z